# 屏風ヶ浦
屏風ヶ浦（びょうぶがうら）は、千葉県銚子市から旭市までの太平洋海岸線に連なる海食崖の景勝地である。水郷筑波国定公園に属する。2016年3月に国の名勝及び天然記念物に指定された。房総の魅力500選に選定されている。
ドーバー海峡にあるホワイト・クリフに似ていることから東洋のドーバーとも称される。

## 概要

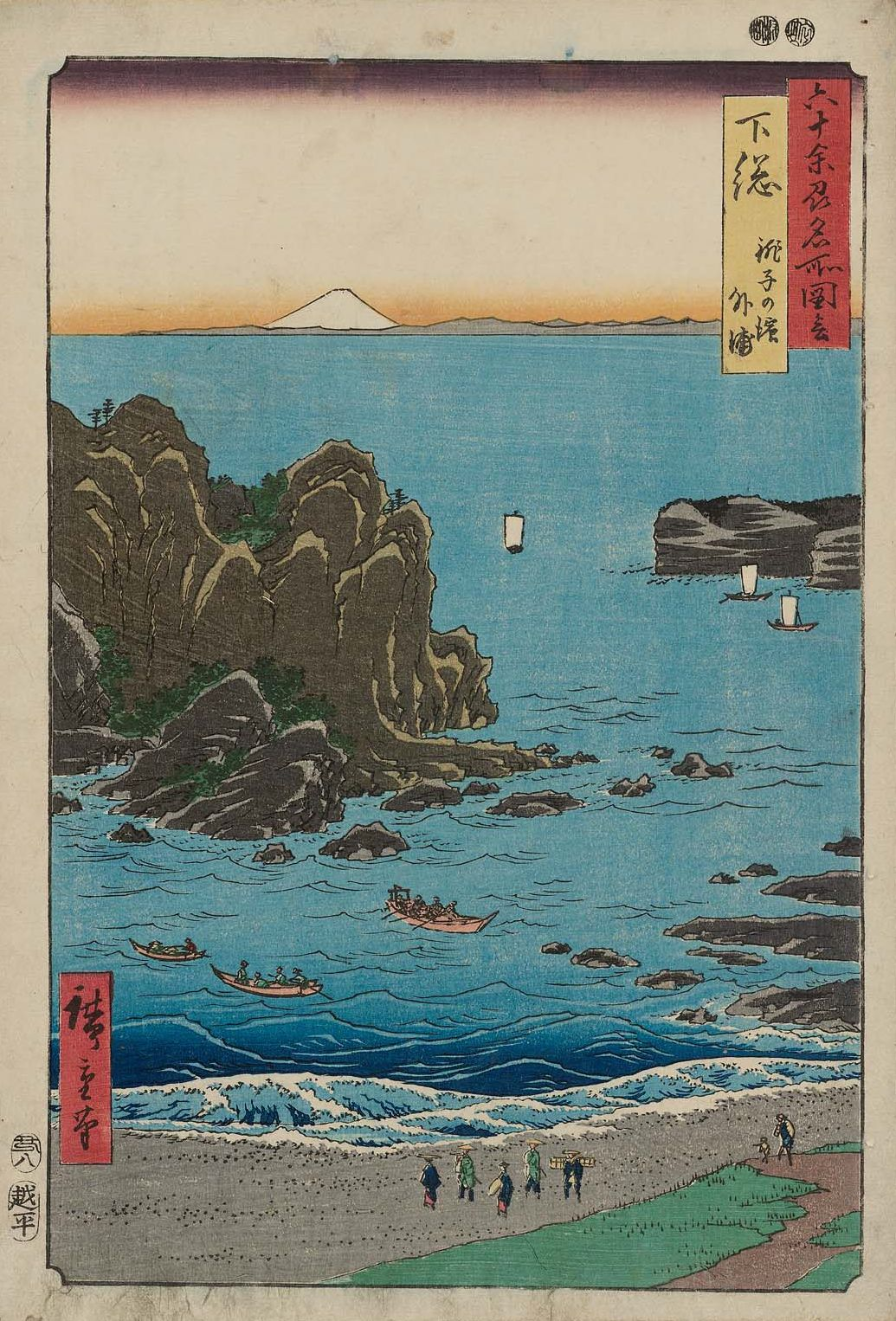
歌川広重画『六十余州名所図会 下総銚子の濱外浦』

下総台地を削る海食崖で、断崖の高さは40メートルから50メートル、長さは千葉県銚子市名洗町から旭市上永井の刑部岬まで、新第三紀鮮新世以降の地層から成る露岩の崖が約10キロメートルにわたって分布する。
江戸時代後期以降、その特徴的な地形が形作る景観が名所記や名所図会などの出版物に取り上げられるようになり、歌川広重の『六十余州名所図会 下総銚子の濱外浦』にも描かれた。明治以降は交通網が発達し、訪れる人々も増加した。また海食崖や高神愛宕山からの景観は、絵葉書やパンフレットなどの題材になるとともに様々な文学作品にも描かれてきた。
海岸線付近は断崖絶壁であり、波に直接打ち付けられるなど、遭難の危険を伴うことや一部私有地が含まれているため、立入禁止となっている箇所がほとんどである。銚子マリーナ付近には遊歩道が整備されており、近くで実際に観察できる場所となっている。また、地球の丸く見える丘展望館からも見渡すことが可能である。
迫力ある風景はサスペンスドラマのラストシーンのほか、CM・映画・プロモーションビデオなどのロケ地としても好まれている。

## 歴史
一億年以上前の硬い岩石を基盤として新第三紀鮮新世から第四紀更新世（約300万年前 - 40万年前）の海洋性の環境で堆積した犬吠層群に属する名洗層、飯岡層と、その上に不整合面で接する内湾的な環境で堆積した香取層、関東ローム層をみることができる。犬吠層群の岩石（ノジュール状泥岩）は飯岡石と称される。
屛風ヶ浦が岸壁となる後方の台地は、かつては海底であった層（砂岩質の岩の部分）が隆起し、その後、この上に富士山等の噴火によって堆積した関東ローム層の赤土（火山灰が積もって鉄分が赤く酸化したもの）によって形成されたものである。海底であった層から崩落した岩を見ると、貝殻などの化石や、かつてそこで生息していた生物の痕跡を確認できる。砂岩質の土壌で崩落しやすいことと、打ち寄せる波の強さもあって、有史以来数キロに渡って岸壁は削られており、東国古戦記等によると、刑部岬付近には鎌倉時代に片岡常春の居城であった佐貫城があったとされているが、遺構があった場所は既にはるか沖合である。
崩落した石や土は、潮流に乗って南西方へ流されて海岸に堆積し、長さ約66キロメートルに及ぶ九十九里浜の砂となっていた。打ち寄せる波による侵食の進行を緩和させるため、海岸数メートル沖合に消波ブロックが設置され、設置後、陸地の後退は思惑通り緩やかになったが、代わりに砂の供給元を絶たれた九十九里浜の侵食が問題となっている。銚子市との境界付近にはかつて通蓮洞（風蓮洞、との記述もある）と呼ばれる海岸侵食によるものと思われる洞窟も存在していたとされている。

## 周辺施設
- 銚子ドーバーライン
- 千葉科学大学
- イオンモール銚子
- 銚子海洋研究所 - ホエールウォッチング・バードウォッチングの一環として、屏風ヶ浦も遊覧する[9]。犬吠埼も参照。

## ギャラリー

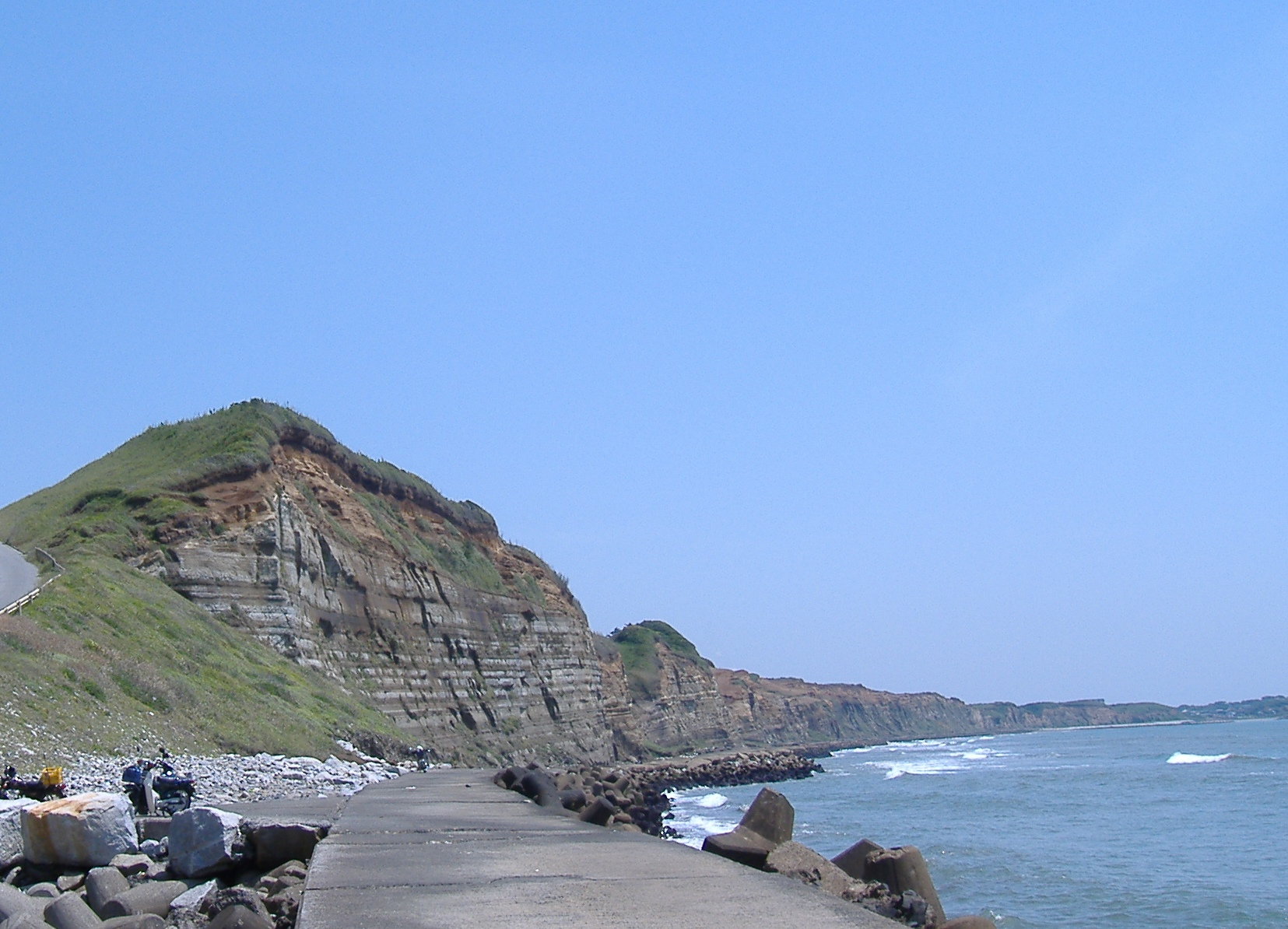
地層の色の違いが観察できる
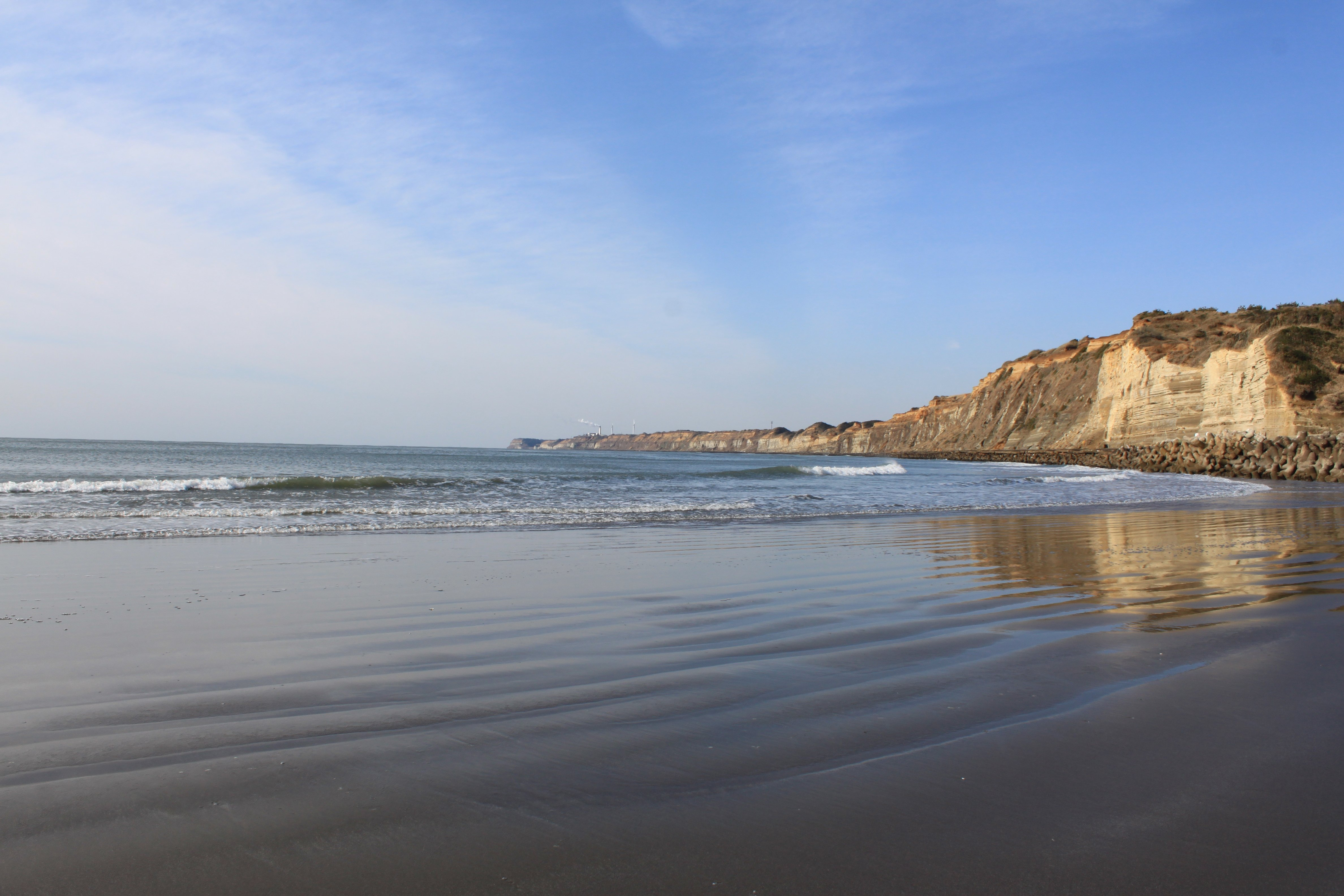
銚子マリーナ側から
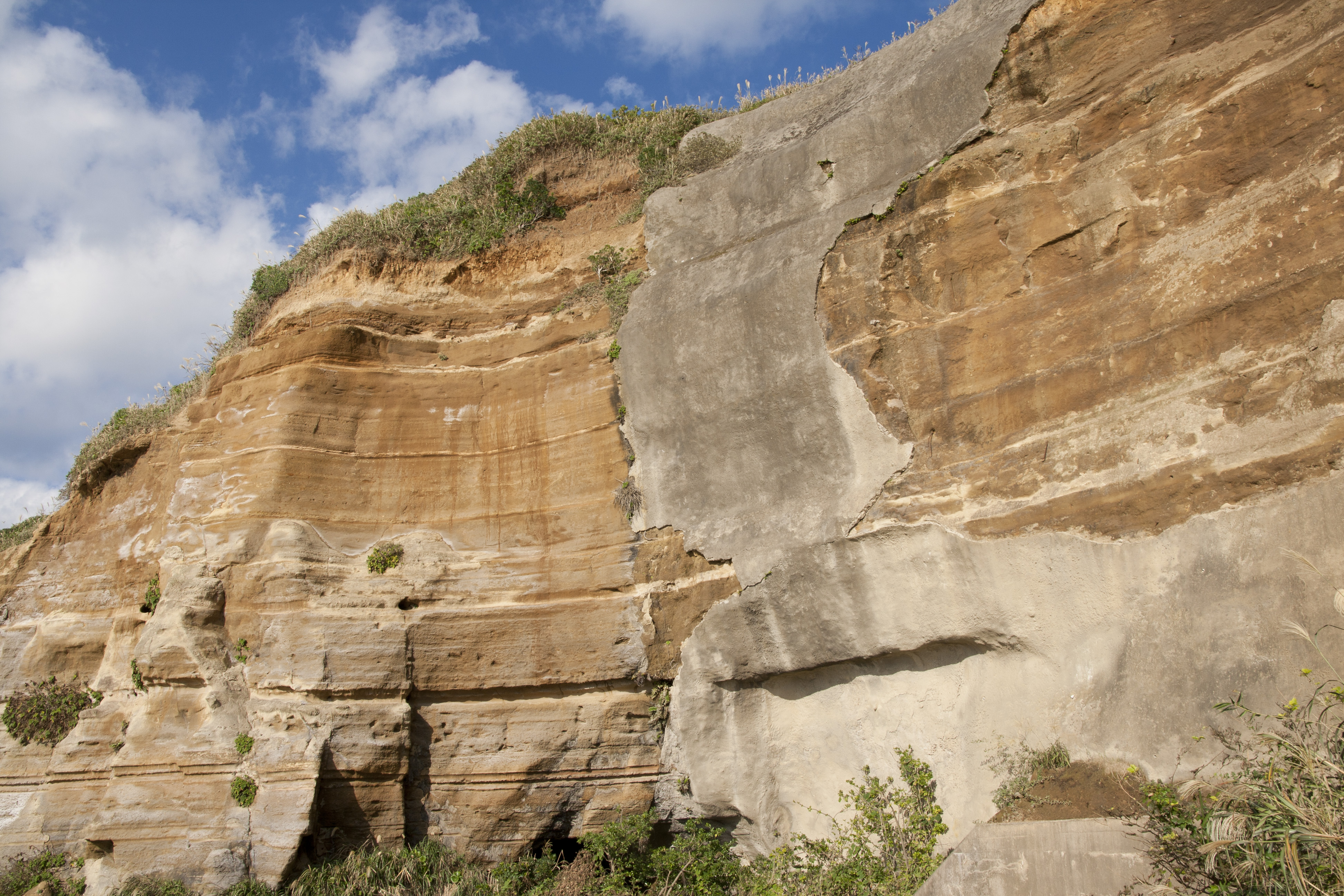
近景
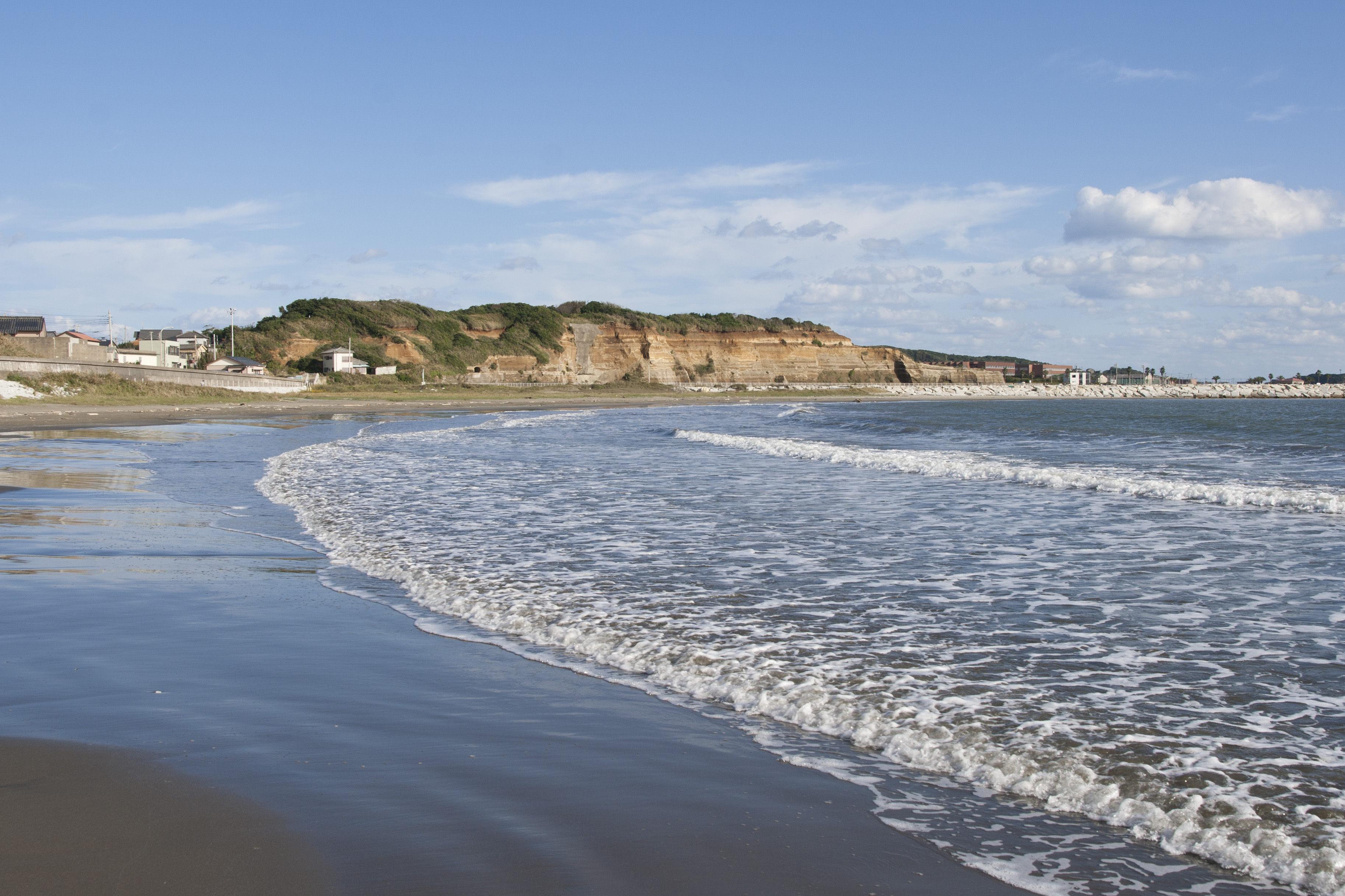
遠景

## 交通

### 公共交通機関
- 銚子電鉄 外川駅
  - 徒歩約28分
- JR東日本・銚子電鉄 銚子駅
  - 千葉交通バス 名洗線「千葉科学大学」行「銚子マリーナ」下車徒歩約3分

### 自動車
- 東関東自動車道 佐原香取インターチェンジから国道356号

## 作品
これらの作品は私有地にて撮影されているケースが殆どであり、一般人が観光目的で立ち入ることは不可能である。ドラマやミュージックビデオ（MV）などのロケーション目的で撮影する際は土地の管理会社に事前相談の上で料金を支払う場合もある。
ドラマ
- 澪つくし (1985年) - NHK連続テレビ小説。
- 君と出逢ってから（1996年） - TBS系のテレビドラマ。
- 彼女たちの時代 (1999年) - フジテレビ系のテレビドラマ。オープニングに出てくる海辺の断崖[12]
- 仮面ライダー剣 (2004年) - テレビ朝日系の特撮テレビドラマ。1話冒頭シーン。断崖の続く海岸線。
- 県庁の星 (2006年[13]) - 映画作品。
- 下町ロケット (2015年、2018年[14]) - TBS系のテレビドラマ。
- 日本沈没-希望のひと-（2021年） - TBS系のテレビドラマ。最終話ラストシーン。

ミュージックビデオ
- 雨のMelody（1999年） - KinKi Kidsの曲。

- グッドモーニング (2012年) - Sound Scheduleの曲。アルバム『FUTURE』収録曲。
- far on the water (2015年) - Kalafinaのアルバム表題曲。
- Yell for (2016年) - ぐるたみんの曲。アルバム『GRACE』収録曲。
- 18 (2018年[15]) - The Floorの曲。アルバム『ターミナル』収録曲。
- forget-me-not (2019年) - ReoNaのシングル表題曲。
- 片隅 (2019年) - 三浦大知のシングル表題曲。
- DiSTANCE (2019年) - BiSHの曲。アルバム『CARROTS and STiCKS』収録曲。
- カムパネルラ (2020年) - 米津玄師の曲。アルバム『STRAY SHEEP』収録曲。
- NEW ERA (2020年) - SixTONESのシングル表題曲。
- dawn (2021年) - LiSAのシングル表題曲。
- 三大欲求 (2021年) - Non Stop Rabbitのシングル表題曲。